# Derrick Green
Derrick Leon Green (20 de janeiro de 1971, Cleveland, Ohio) é um músico americano, atual vocalista da banda brasileira Sepultura, na qual entrou em 1998, no lugar de Max Cavalera. Desde então, Derrick gravou nove álbuns de estúdio com a banda, sendo o mais recente, Quadra, lançado em 2020. 
De nacionalidade estadunidense, Derrick entrou na banda por meio de uma fita de vídeo que enviou em 1997; os outros membros do Sepultura o aceitaram na banda, que apesar da adição desse elemento estrangeiro continua sendo totalmente brasileira, segundo definição dos próprios integrantes. É fã declarado da banda norte-americana de hardcore punk Bad Brains, uma de suas principais influências. Em 2001, participou do CD Instinto Coletivo da banda brasileira O Rappa, na faixa "Ninguém Regula a América". Em 2002, participou do CD Kavookavala, da banda brasileira Raimundos, na faixa "Kavookavala".
O músico também foi vocalista do Musica Diablo, junto com os guitarristas André Alves (Nitromifenos, Statues on Fire) e André Curci (Threat, Statues on Fire), o baterista Edu Nicolini (Nitrominds) e o baixista Ricardo Brigas (Siegrid Ingrid, Worst). Em 2011, por conta dos compromissos com o Sepultura, Derrick deixou a banda.

## Vida pessoal
Em 2011, quando perguntado sobre suas visões religiosas, Derrick respondeu:
| “ | Eu acho que há uma conexão que está faltando entre a natureza e as pessoas. Estamos conectados. As pessoas não podem viver sem a natureza. E eu sinto que isto é algo que é um estágio interior muito poderoso, incontestável e muito realista. E é num certo sentido um deus em si mesmo, este planeta, é algo lindo e muito poderoso e dá tanto sustento a suas pessoas e tudo à nossa volta e eu sinto que estar conectado com isso é algo que precisamos reaprender. Então pra mim, minha religião é este planeta e ter esta conexão e tentar meu melhor para aprender a lidar com isto. | ” |

## Discografia
Com o Sepultura

### Álbuns de estúdio
- 1998 - Against
- 2001 - Nation
- 2003 - Roorback
- 2006 - Dante XXI
- 2009 - A-Lex
- 2011 - Kairos
- 2013 - The Mediator Between Head and Hands Must Be The Heart
- 2017 - Machine Messiah
- 2020 - Quadra

### Álbuns ao vivo
- 2005 - Live in São Paulo

### EPs
- 2002 - Revolusongs

Com o Musica Diablo

### Álbuns de estúdio
- 2010 - Musica Diablo